# William Stevenson (athlète)
William Stevenson (né le 25 octobre 1900 à Chicago - mort le 2 avril 1985 à Fort Myers) est un athlète américain spécialiste du 400 mètres. 

## Palmarès
| Date | Compétition     | Lieu  | Résultat | Épreuve   | Performance       |
| ---- | --------------- | ----- | -------- | --------- | ----------------- |
| 1924 | Jeux olympiques | Paris | 1er      | 4 × 400 m | 3 min 16 s 0 (RM) |

## Records du monde
| Épreuve   | Performance   | Lieu  | Date |
| --------- | ------------- | ----- | ---- |
| 4 × 400 m | 3 min 16 s 00 | Paris | 1924 |